# Leah Remini
Leah Marie Remini (Brooklyn, 15 de junho de 1970) é uma atriz e comediante norte-americana. Ela é conhecida por ter interpretado Carrie Heffernan na sitcom The King of Queens (1998–2007). Também atuou como co-apresentadora do talk show The Talk, entre 2010 e 2011. Ex-cientologista, ela produziu a série de documentários, Leah Remini: Scientology and the Aftermath (conhecida no Brasil como Escravos da Cientologia).
Criada como membro da Igreja da Cientologia desde a infância, Remini deixou a organização em 2013, e começou a criticar a religião publicamente. Dois anos depois, ela lançou o livro Troublemaker: Surviving Hollywood and Scientology, com sua experiência com a Cientologia e razões para deixá-la. O livro tornou-se o número um na lista de mais vendidos do The New York Times
Em 2016, ela acompanhou seu livro de memórias com uma série de documentários de sucesso, incluindo o vencedor do Emmy Award, Leah Remini: Scientology and the Aftermath, do canal A&E, que destaca suas experiências e de outros ex-cientologistas. Entre 2017 e 2018, Remini estrelou a sitcom Kevin Can Wait, como Vanessa Cellucci, novamente ao lado do ator Kevin James, seu colega em The King of Queens.

## Carreira

### Filmes
| Ano  | Filme                     | Personagem       | Notas          |
| ---- | ------------------------- | ---------------- | -------------- |
| 1992 | Getting Up and Going Home | Stephanie O'Neil | Telefilme      |
| 1993 | Harlan & Merleen          | Frankie          | Telefilme      |
| 1997 | Critics and Other Freaks  | Atriz em audição |                |
| 1998 | Follow Your Heart         | Angie            |                |
| 1999 | Hooves of Fire            | Vixen            | Voz; Telefilme |
| 2002 | Legend of the Lost Tribe  | Koala            | Voz; Telefilme |
| 2003 | Dias de Loucura           | Lara Campbell    |                |
| 2017 | Mad Families              | Cheyenne         |                |
| 2017 | The Clapper               | Produtora Louise |                |
| 2017 | Handsome                  | Esta             |                |
| 2018 | Uma Nova Chance           | Joan             |                |
| 2025 | Flight Risk               | Van Sant         |                |

### Televisão
| Ano       | Título                                        | Personagem                            | Notas                                                         |
| --------- | --------------------------------------------- | ------------------------------------- | ------------------------------------------------------------- |
| 1988      | Head of the Class                             |                                       | Episódio: "Let's Rap"                                         |
| 1989      | Who's the Boss?                               | Charlie Briscoe                       | 2 episódios                                                   |
| 1989      | Living Dolls                                  | Charlie Briscoe                       | 12 episódios                                                  |
| 1990      | Normal Life                                   | Carol                                 | Episódio: "And Baby Makes ..."                                |
| 1991      | Paradise                                      | Rose                                  | Episódio: "Out of the Ashes"                                  |
| 1991      | The Hogan Family                              | Joanne                                | Episódio: "A Sneaking Suspicion"                              |
| 1991      | The Man in the Family                         | Tina Bavasso                          | 6 episódios                                                   |
| 1991      | Saved by the Bell                             | Stacey Carosi                         | 6 episódios                                                   |
| 1991      | Cheers                                        | Serafina Tortelli                     | 2 episódios (1991–1993)                                       |
| 1992      | Blossom                                       | Ellen Travers                         | Episódio: "You Must Remember This"                            |
| 1993      | Evening Shade                                 | Daisy                                 | 3 episódios                                                   |
| 1994      | The Commish                                   | Gail Ross                             | Episódio: "Sergeant Kelly"                                    |
| 1994      | Renegade                                      | Tina                                  | Episódio: "The King and I"                                    |
| 1994–1996 | Fantasma 2040                                 | Sagan Cruz                            | Voz; 22 episódios                                             |
| 1995      | Diagnosis: Murder                             | Agnes Benedetto                       | 1 episódio                                                    |
| 1995      | Friends                                       | Lydia                                 | Episódio: "The One with the Birth"                            |
| 1995      | First Time Out                                | Dominique Costellano                  | Recorrente; 12 episódios                                      |
| 1996      | Biker Mice from Mars                          | Carbine                               | Voz; 2 episódios                                              |
| 1996      | Home Improvement                              | Maria Gomez                           | Episódio: "The Bud Bowl"                                      |
| 1996      | NYPD Blue                                     | Angela Bohi                           | Episódio: "Closing Time"                                      |
| 1997–1998 | Fired Up                                      | Terry Reynolds                        | 28 episódios                                                  |
| 1998‒2007 | The King of Queens                            | Carrie Heffernan                      | Personagem principal; 207 episódios                           |
| 2003      | VH1 Inside Out: Leah Remini's Wedding Special | Própria                               | Documentário para o VH1                                       |
| 2004      | VH1 Inside Out: Leah Remini's Baby Special    | Própria                               | Documentário para o VH1                                       |
| 2005      | Fat Actress                                   | Própria                               | Episódio: "The Koi Effect"                                    |
| 2007–2008 | In the Motherhood                             | Kim                                   | 8 episódios                                                   |
| 2009      | Lopez Tonight                                 | Carrie Heffernan                      | Participação especial                                         |
| 2009      | Married Not Dead                              | Jessica                               | Piloto para a TV não Aprovado                                 |
| 2009      | It Takes a Village                            | Karen                                 | Piloto para a TV não Aprovado                                 |
| 2010–2011 | The Talk                                      | Própria / Apresentadora               | Talk show Diurrno                                             |
| 2011      | The Young and the Restless                    | Própria                               | 1 episódio                                                    |
| 2013      | Ossos do Ofício                               | Terry Baumgardner                     | Personagem principal; 10 episódios                            |
| 2013      | Dancing With The Stars                        | Própria                               | 5º lugar                                                      |
| 2013–2014 | Phineas e Ferb                                | Doreen / Mean Woman                   | Voz, 2 episódios                                              |
| 2014      | RuPaul's Drag Race                            | Própria / Jurada Convidada            | Episódio: "Glamazon by Colorevolution"                        |
| 2014      | Hollywood Game Night                          | Própria                               | Episódio: "A Hollywood Scandal"                               |
| 2014–2015 | The Exes                                      | Nikki Gardner                         | Personagem recorrente                                         |
| 2014–2015 | Leah Remini: It's All Relative                | Própria                               | Reality show do TLC; 26 episódios                             |
| 2015      | Repeat After Me                               | Própria                               | 1 episódio                                                    |
| 2016-2019 | Leah Remini: Scientology and the Aftermath    | Própria                               | Reality show do A&E; 37 episódios; Também produtora executiva |
| 2017      | Milo Murphy's Law                             | Sra. Baxter                           | Voz, Episódio: 'The Substitute/Time Out'                      |
| 2017-2018 | Kevin Can Wait                                | Dr. Suzanne Marvin / Vanessa Cellucci | Aparição na 1ª temporada; Recorrente na Temporada 2           |
| 2020      | The Masked Singer                             | Própria / Jurada Convidada            | Episódio: "Masking for a Friend: Group A"                     |
| 2021-2023 | People Puzzler                                | Própria / Apresentadora               | 113 episódios                                                 |
| 2022      | So You Think You Can Dance                    | Própria / Jurada                      | Temporada 17; 9 episódios                                     |

### Jogos de vídeo
| Ano  | Título                              | Papel          | Notas |
| ---- | ----------------------------------- | -------------- | ----- |
| 1993 | Gabriel Knight: Sins of the Fathers | Grace Nakimura | Voz   |